# Relations entre Chypre et la Finlande
Les relations entre Chypre et la Finlande sont les relations bilatérales de Chypre et de la Finlande, deux États membres de l'Union européenne.

## Histoire
La Finlande a reconnu l'indépendance de Chypre le jour de son indépendance, le 16 août 1960. Les relations diplomatiques furent établies le 2 septembre 1961.

### Adhésions à l'Union européenne (1990-2004)
Chypre dépose une demande d'adhésion à l'Union européenne le 3 juillet 1990 tandis que la Finlande dépose une demande le 1er juillet 1991. La question chypriote étant en jeu dans les négociations d'adhésion de Chypre, c'est finalement la Finlande qui adhérera en premier le 1er janvier 1995. Chypre adhère finalement le 1er mai 2004.

### Depuis l'adhésion
Peu après l'adhésion, la Finlande décide de déplacer son ambassade à Nicosie et un nouvel ambassadeur est nommé le 1er juillet 2004.

## Sources

## Compléments